# Liste der Kulturdenkmale in Pforzheim-Innenstadt
In der Liste der Kulturdenkmale in Pforzheim-Innenstadt werden alle unbeweglichen Bau- und Kunstdenkmale in der Innenstadt von Pforzheim aufgelistet, die in der städtischen „Liste der Kulturdenkmale“ geführt sind.

## Liste
| Bild           | Bezeichnung                                                           | Lage                                                                                             | Datierung | Beschreibung              | ID |
| -------------- | --------------------------------------------------------------------- | ------------------------------------------------------------------------------------------------ | --------- | ------------------------- | -- |
|                | Enzarkaden und Eckerker                                               | Am Schoßgatter 1/3 / Leopoldstraße 17 (Flst.-Nr. 484/8, 484/6)                                   | 1908      | Geschützt nach § 2 DSchG  |    |
|                | Fassaden des ehemaligen Geschäftshauses Römischer Kaiser              | Am Waisenhausplatz 8 (Flst.-Nr. 383)                                                             | 1911      | Geschützt nach § 2 DSchG  |    |
| Weitere Bilder | Empfangsgebäude des Hauptbahnhofs                                     | Bahnhofplatz 1 (Flst.-Nr. 64)                                                                    | 1958      | Geschützt nach § 2 DSchG  |    |
|                | Wohngeschäftshaus                                                     | Bahnhofplatz 2 (Flst.-Nr. 134/6)                                                                 | 1909      | Geschützt nach § 2 DSchG  |    |
|                | Ketterers Schlosskeller                                               | Bahnhofplatz 3 (Flst.-Nr. 134/3)                                                                 | 1912      | Geschützt nach § 2 DSchG  |    |
|                | Wohngeschäftshaus                                                     | Bahnhofplatz 4 (Flst.-Nr. 134/7)                                                                 | 1906      | Geschützt nach § 2 DSchG  |    |
|                | Hotel Ruf                                                             | Bahnhofplatz 5 (Flst.-Nr. 134)                                                                   | 1906      | Geschützt nach § 2 DSchG  |    |
|                | Ehemaliges Hauptpostamt                                               | Bahnhofstraße 13 / Kiehnlestraße 29 (Flst.-Nr. 140, 140/2)                                       | 1959/64   | Geschützt nach § 2 DSchG  |    |
| Weitere Bilder | Ehemaliges Bezirksamt mit Treppenanlage                               | Bahnhofstraße 22/24 (Flst.-Nr. 75/3, 75) (Karte)                                                 | 1903      | Geschützt nach § 2 DSchG  |    |
| Weitere Bilder | Bezirksamtsturm                                                       | Bahnhofstraße 22/24 (Flst.-Nr. 75/3, 75) (Karte)                                                 | 1903      | Geschützt nach § 12 DSchG |    |
|                | Wohngeschäftshaus                                                     | Bahnhofstraße 26 (Flst.-Nr. 73)                                                                  | 1949      | Geschützt nach § 2 DSchG  |    |
| Weitere Bilder | Barfüßerchor mit Teilen der Ausstattung                               | Barfüßergasse 10 (Flst.-Nr. 106)                                                                 | um 1280   | Geschützt nach § 28 DSchG |    |
| Weitere Bilder | Fassaden des Melanchthonhauses                                        | Bissingerstraße 6 (Flst.-Nr. 327/1)                                                              | 1914      | Geschützt nach § 2 DSchG  |    |
|                | Dreiflüssebrunnen                                                     | Blumenhof (Flst.-Nr. 132)                                                                        | 1935      | Geschützt nach § 2 DSchG  |    |
|                | Waisenhausbrunnen                                                     | Blumenhof (Flst.-Nr. 132)                                                                        | um 1800   | Geschützt nach § 2 DSchG  |    |
|                | Sitzungssaal des ehemaligen Landrats                                  | Blumenhof 4 (Flst.-Nr. 133/2)                                                                    | 1956      | Geschützt nach § 2 DSchG  |    |
|                | Ehemaliges Gesundheitsamt                                             | Blumenhof 6/6a (Flst.-Nr. 75/12, 75/11)                                                          | 1955      | Geschützt nach § 2 DSchG  |    |
| Weitere Bilder | Emma-Jaeger-Bad                                                       | Emma-Jaeger-Straße 20 (Flst.-Nr. 641/1)                                                          | 1911      | Geschützt nach § 2 DSchG  |    |
|                | Wandbild Sonnenuhr                                                    | Emma-Jaeger-Straße 21 (Flst.-Nr. 952/1)                                                          | 1956      | Geschützt nach § 2 DSchG  |    |
| Weitere Bilder | Geschäftshaus Goldner Adler                                           | Leopoldstraße 2 / Westliche Karl-Friedrich-Straße 35 (Flst.-Nr. 374/376/1)                       | 1956      | Geschützt nach § 2 DSchG  |    |
|                | Wohngeschäftshaus                                                     | Leopoldstraße 4 (Flst.-Nr. 375)                                                                  | 1956      | Geschützt nach § 2 DSchG  |    |
|                | Hilda-Gymnasium                                                       | Luisenstraße 11 / Museumstraße 10 (Flst.-Nr. 145)                                                | 1906–15   | Geschützt nach § 2 DSchG  |    |
|                | Neues Rathaus                                                         | Marktplatz 1 (Flst.-Nr. 378)                                                                     | 1973      | Geschützt nach § 2 DSchG  |    |
|                | Vorflächen des Rathaus, Platz des 23. Februars und 3-Gewalten-Brunnen | Marktplatz 1 (Flst.-Nr. 378)                                                                     |           | Geschützt nach § 2 DSchG  |    |
|                | Rathauserweiterungsbau Altes Rathaus                                  | Östliche Karl-Friedrich-Straße 2 (Flst.-Nr. 378/5)                                               | 1912      | Geschützt nach § 2 DSchG  |    |
|                | Technisches Rathaus                                                   | Östliche Karl-Friedrich-Straße 4/6 (Flst.-Nr. 378)                                               | 1957      | Geschützt nach § 2 DSchG  |    |
|                | Leitgastturm mit Resten der Stadtmauer                                | Schloßberg 4a (Flst.-Nr. 3/1)                                                                    | 13. Jh.   | Geschützt nach § 28 DSchG |    |
| Weitere Bilder | Evangelische Schlosskirche St. Michael mit umgebendem Plateau         | Schloßberg 14 (Flst.-Nr. 2)                                                                      |           | Geschützt nach § 28 DSchG |    |
|                | Archivbau                                                             | Schlossberg 18 (früher Nr. 16, Flst.-Nr. 1)                                                      | 1561      | Geschützt nach § 28 DSchG |    |
|                | Grünanlage mit Resten der Stadtmauer und Schleiftörle                 | Schloßkirchenpark (Flst.-Nr. 1)                                                                  |           | Geschützt nach § 2 DSchG  |    |
|                | Mauerrest vom ehemaligen Waisenhaus                                   | Waisenhausplatz (Flst.-Nr. 526)                                                                  | 1811      | Geschützt nach § 2 DSchG  |    |
|                | Wohngeschäftshaus mit Bar Troc                                        | Westliche Karl-Friedrich-Straße 28 (Flst.-Nr. 87)                                                |           | Geschützt nach § 2 DSchG  |    |
|                | Fünfteilige Wohngeschäftshausgruppe                                   | Westliche Karl-Friedrich-Straße 39, 41, 43, 45, 47 (Flst.-Nr. 343/1, 342/3, 341/3, 341/1, 340/3) | 1955      | Geschützt nach § 2 DSchG  |    |
|                | Wohngeschäftshaus, ehemaliges Cafe Frey                               | Zerrennerstraße 4 (Flst.-Nr. 479)                                                                | 1955      | Geschützt nach § 2 DSchG  |    |